# Amt Landschaft Sylt

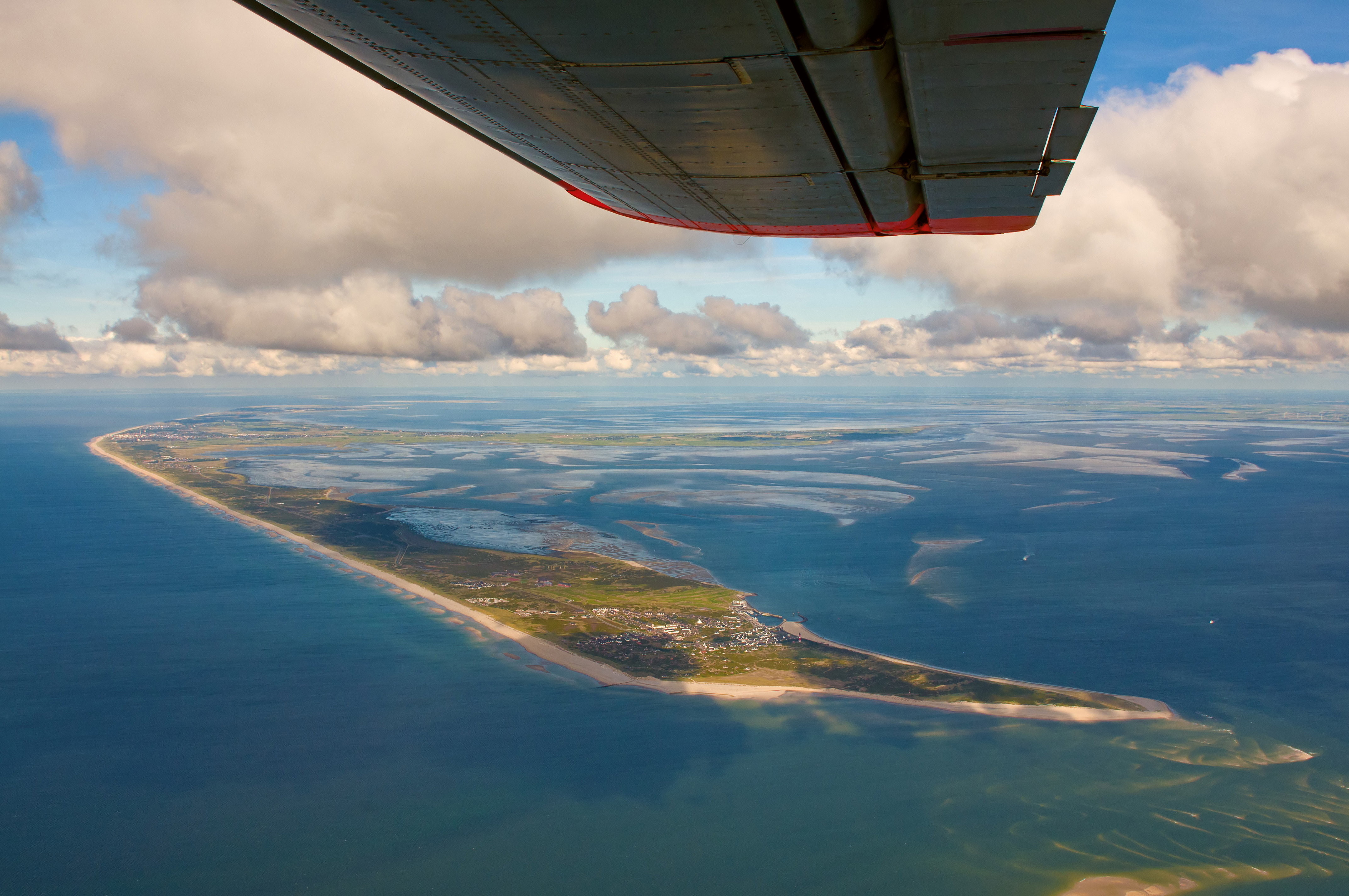
Sylt

Amt Landschaft Sylt és un amt al districte de Nordfriesland, a l'estat de Slesvig-Holstein, Alemanya. Té una extensió de 41,38 km² i una població de 5.578 habitants (2008).
Cobreix l'illa de Sylt (excepte la ciutat independent de Westerland), al Mar del Nord, aproximadament 65 quilòmetres al nord-oest de Husum. L'antiga seu era Sylt-Ost, ara Sylt. El burgmestre és Manfred Ueckermann (CDU)

## Subdivisió
Comprèn els municipis de
1. Hörnum
2. Kampen
3. List
4. Sylt
5. Wenningstedt-Braderup